# تضمین کیفیت
تضمین کیفیت (به انگلیسی: Quality assurance، به اختصار QA)، نظارت و ارزیابی منظم و برنامه‌ریزی شده جنبه‌های گوناگون یک پروژه، سرویس، سیستم یا وسیله است که احتمال رعایت حداقل‌های استاندارد کیفیت در فرایند تولید را به حداکثر می‌رساند. تضمین کیفیت قطعاً نمی‌تواند تولید محصولات باکیفیت را ضمانت کند.

تضمین کیفیت

تضمین کیفیت راهی برای جلوگیری از خطا و اشکالات احتمالی پیش آمده در هنگام تحویل محصولات یا ارائهٔ خدمات به مشتری است. که طبق گواهی ISO 9000 قسمتی از مدیریت کیفیت کالا در جهت ایجاد اطمینان از انجام الزامات کیفی است. این نوع از جلوگیری از خطا با کنترل کیفیت متفاوت است زیرا در مراحل قبل تر انجام می‌شود.
عبارات تضمین کیفیت و کنترل کیفیت اغلب به‌صورت جایگزین بکار می‌روند و بر اطمینان از کیفیت محصول یا خدمات دلالت دارند. تضمین کیفیت عبارت است از نظارت و ارزیابی در حالیکه لغت کنترل به معنی پنجمین مرحله از مراحل تعریف، اندازه‌گیری، تحلیل، توسعه، کنترل در مدل (DMAIC) است.
تضمین کیفیت شامل اقدامات اجرایی در یک سیستم کیفی است که اهداف محصول، خدمات یا فعالیت‌ها را انجام پذیر می‌کند. اندازه‌گیری سیستماتیک، مقایسه با استاندارد، بازرسی روندها و بازخوردها که جهت جلوگیری از خطا انجام می‌شود. این می‌تواند تفاوت تضمین کیفیت با کنترل کیفیت باش، که بر روی خروجی روندها تمرکز دارد.
دو اصلی که تضمین کیفیت شامل آن‌ها است: «مناسب برای هدف» - محصول باید برای هدف تعیین‌شده مناسب باشد؛ و «درست بار اول» - اشتباهات باید برطرف شوند. تضمین کیفیت شامل تنظیم کیفیت مواد خام، هم‌گذاری‌ها، محصولات و اجزا، خدمات مرتبط با تولید و مدیریت و همچنین تولید و بازرسی فرایندها است. وظیفهٔ مهندس کارا بودن در بار اول است در حالیکه وظیفهٔ تضمین کیفیت کارایی در تمام اوقات است.
کیفیت توسط کاربران محصول، ارباب رجوع یا مشتریان، و نه جامعه به‌طور کلی، بدست می‌آید. محصولات قیمت پایین را در صورتی می‌توان به عنوان کیفیت بالا در نظر گرفت که کاربران محصول آن‌ها را اینطور یافته باشند.

## تاریخچه

### تلاش‌های اولیه برای کنترل کیفیت تولید
در دوره قرون وسطی، اصناف مسئولیت کیفیت کالاها و خدمات ارائه شده توسط اعضای خود، تعیین و حفظ استانداردهای خاص برای عضویت در انجمن صنفی را بر عهده گرفتند.
دولت‌های سلطنتی با خرید مواد به عنوان مشتری به کنترل کیفیت علاقه داشتند. به همین دلیل، پادشاه جان انگلیس، ویلیام د وروتام را برای گزارش در مورد ساخت و تعمیر کشتی‌ها منصوب کرد. قرن‌ها بعد، ساموئل پپیز، دبیر دریاداری بریتانیا، چندین ناظر را برای چنین استانداردسازی جیره‌های دریایی و آموزش نیروی دریایی منصوب کرد.
پیش از تقسیم گسترده کار و مکانیزاسیون ناشی از انقلاب صنعتی، کارگران می‌توانستند کیفیت محصولات خود را کنترل کنند. انقلاب صنعتی به سیستمی منجر شد که در آن گروه‌های بزرگی از افراد که نوع خاصی از کار را انجام می‌دهند، تحت نظارت یک مأموری که برای کنترل کیفیت کارهای تولیدی منصوب شده بودند، هم گروه شدند.

### تولید در زمان جنگ
در زمان جنگ جهانی اول، فرایندهای تولید به‌طور معمول پیچیده‌تر شدند و تعداد بیشتری از کارگران به عنوان ناظر قرار می‌گرفتند. در این دوره شاهد گسترش تولید انبوه و قطعه سازان بودیم که مشکلاتی را به وجود می‌آورد زیرا کارگران با تولید محصولات اضافی درآمد بیشتری کسب می‌کردند و این به نوبه خود باعث می‌شد که کار بی کیفیتی به خطوط مونتاژ منتقل شود. پیشگامانی چون فردریک وینسلو تیلور و هنری فورد محدودیت روشهای مورد استفاده در تولید انبوه در آن زمان و کیفیت متفاوت متغیر خروجی را تشخیص دادند. تیلور با استفاده از مفهوم مدیریت علمی، وظایف تولید را در بسیاری از مراحل ساده (خط مونتاژ) و کنترل کیفیت را به چند فرد خاص محدود کرد. فورد تأکید کرد که محصولات با استانداردهای طراحی و استانداردهای ضریب اطمینان تولید شوند، در حالی که کیفیت به عهده ماشین‌های بازرسی بود، "که در هر بخش قرار می‌گرفتند تا کلیهٔ عملیات‌ها را در فواصل مکرر پوشش دهد، به طوری که هیچ عمل معیوب برای مدت زمان طولانی انجام نمی‌شد.
همچنین از این طریق کنترل فرایند آماری (SPC)، که توسط والتر شووارت در آزمایشگاه‌های بل در اوایل دهه ۱۹۲۰ پیشگام شد، به دست آمد. شوارت، جدول کنترل را در سال ۱۹۲۴ و همچنین مفهوم وضعیت کنترل آماری را تدوین کرد که معادل مفهوم مبادله پذیری دارد و توسط ویلیام ارنست جانسون در کتاب برهان و بخش ۳ به نام مبانی منطقی علم ارتقا یافت. او به همراه تیمی در AT&T که شامل هارولد داج و هری رومیگ بود، تلاش کردند که بازرسی نمونه برداری را براساس آماری منطقی نیز انجام دهند. در سال ۱۹۳۴ شوارت با همفکری سرهنگ لسلی سیمون از جدول‌های کنترل برای تولید مهمات ارتش در آرسنال پیکاتینی استفاده کرد که این برنامه موفق در متقاعد کردن ارتش برای به خدمت گرفتن جورج ادواردز از AT & T برای مشاوره دادن در مورد استفاده از کنترل کیفیت آماری در بین بخش‌ها و پیمانکاران خود هنگام شروع جنگ جهانی دوم کمک کرد.

### پس از جنگ
پس از جنگ جهانی دوم، قابلیت‌های تولید بسیاری از کشورها که در طول جنگ نابود شده بودند، مجدداً بازسازی شد. ژنرال داگلاس مک آرتور که ناطر بازسازی ژاپن بود. ادواردز دمینگ و جوزف جوران را به عنوان دو شخصیت اصلی در توسعه مفاهیم کیفیت مدرن درگیر کرده بود عبارت بود که به همراه دیگر همکاران از این مفاهیم افزایش کیفیت گروه‌های تجاری و فنی ژاپنی در توسعه اقتصادی ژاپن استفاده می‌کردند.
اگرچه بسیاری از افراد در تلاش بودند تا صنایع ایالات متحده را به سمت یک رویکرد جامع تر در رابطه با کیفیت سوق دهند، اما ایالات متحده در واقع از بی‌خبری یا نادیده گرفتن پیشرفت‌ها همچنان برای چندین دهه به استفاده از مفاهیم کنترل کیفیت (QC) و بازرسی و نمونه برداری برای برداشتن محصولات معیوب از خطوط تولید اقدام می‌کرد.

## رویکردها

### آزمون شکست
آزمون استرس یا شکست برای تکمیل فرایند کالای مصرفی بسیار ارزشمند است. در مفهوم مکانیکی این عملیاتی است که روی محصول انجام می‌شود تا اغلب بر اثر تنش‌هایی چون لرزش، دما، و رطوبت از کار بیفتد و به این ترتیب ضعف‌های محصول مشخص می‌شود.

### کنترل آماری
کنترل آماری بر پایهٔ تحلیل داده‌های عملی و ذهنی است. هر محصول در صورت داشتن واریانس عمومی و خاص قابل تحلیل بر اساس کنترل آماری است.

### مدیریت کیفیت کل
کنترل یک محصول وابسته به کنترل اجزاء آن است. روندهای کنترل اجزاء در تضمین کیفیت به مدیریت کیفیت کل می‌انجامد. چنانچه مشخصات نشانگر الزامات کیفیتی نباشند، کیفیت محصول قابل تضمین نیست.

### مدل‌ها و استانداردها
ISO 17025 استانداردی بین‌المللی است که الزامات کلی تست‌ها و تراز بندی‌ها را در بر می‌گیرد که شامل ۱۵ شرط مدیریتی و ۱۰ شرط فنی است. سیستم مدیریت به ساختار سازمانی گفته می‌شود که مدیریت روندها و فعالیت‌های تغییر منابع ورودی به محصول یا خدمات را به عهده دارد. این فعالیت‌ها می‌بایست در راستای الزامات کیفی، قانونی یا اهداف محیط زیستی باشند. مدل (CMMI) یکی از پر استفاده‌ترین مدل‌های (PPQA) در سازمان‌ها می‌باشد.

### کیفیت شرکت
در ده ۸۰ میلادی مفهوم کنترل شرکت با تمرکز بر مدیریت و افراد در آمریکا بوجود آمد. در این مضمون فرض بر آن بود که اگر تمام قسمت‌های یک شرکت با ذهن باز به مفهوم کیفیت بپردازند و چنانچه مدیریت به روند توسعهٔ کیفیت بها دهد، موفقیت حتمی خواهد بود. این روش به چهار جنبه تأکید دارد:
- عواملی مانند کنترل، مدیریت شغلی، روندهای کافی، عملکرد و تمامیت، و توجه به پیشینه
-توانمندی‌هایی چون دانش، مهارت، تجربه، تخصص
-عوامل نرم مانند درستی کارکنان، اعتماد، فرهنگ سازمانی، انگیزه، روحیه گروهی و ارتباطات
-زیر ساخت (چون باعث بهبود یا محدودیت عملکرد می‌شود)
تضمین کیفیت به تولید محدود نمی‌شود و می‌تواند به فعالیت‌ها تجاری و غیر تجاری شامل طراحی، مشاوره، بانکداری، بیمه، تولید نرم‌افزار کامپیوتر، عمده فروشی، سرمایه گزاری، حمل و نقل، تحصیلات و ترجمه شود.
در عمل تضمین کیفیت در حوزه‌هایی چون پزشکی، صنعت هوا فضا و تولید نرم‌افزار کاربرد زیادی دارد.
مشاوران و پیمانکاران در ارائهٔ روش‌های جدید برای ایجاد کیفیت و تعیین نیازمندی‌های مهارتی و تخصصی مرتبط در سازمان مؤثرند. این مشاوران و پیمانکاران معمولاً از سیستم‌هایی مثل (QMS),
(CMMI), (MSA) , (QFD), (FMEA) (APQP) استفاده می‌کنند.

## در عمل

### صنعت پزشکی
QA نقش مهمی در پزشکی دارد، چراکه به شناسایی استانداردهای تجهیزات و خدمات پزشکی کمک می‌کند و در عین حال بیمارستان‌ها و آزمایشگاه‌ها از آژانس‌های خارجی برای اطمینان از استانداردهای لازم برای تجهیزات مانند ماشین‌های اشعه ایکس، رادیولوژی تشخیصی و AERB استفاده کنند.
همچنین QA در توسعه و معرفی داروهای جدید و دستگاه‌های پزشکی نقش داشته و انجمن کیفیت تحقیق (RQA) از طریق اعضای و نهادهای نظارتی، کیفیت تحقیق در علوم زیستی را پشتیبانی کرده و ارتقا می‌بخشد.

### صنعت هوافضا
اصطلاح تضمین محصول (PA) اغلب به جای تضمین کیفیت استفاده می‌شود و در کنار مدیریت و مهندسی پروژه، یکی از سه عملکرد اصلی پروژه است. تضمین کیفیت به عنوان بخشی از تضمین محصول تلقی شده با توجه به عواقب گاه فاجعه آمیز یک شکست کوچکی که می‌تواند برای زندگی انسان، محیط، دستگاه یا یک مأموریت داشته باشد، تضمین محصول نقش ویژه ای را در اینجا ایفا می‌کند. این استقلال سازمانی، بودجه ای و توسعه محصول به این معنی است که فقط به بالاترین درجه مدیریت گزارش می‌شود، بودجه مخصوص به خود را دارد و برای کمک به ساخت یک محصول هزینه نمی‌کند. تضمین محصول با مدیریت پروژه در یک سطح قرار می‌گیرد اما دیدگاه مشتری را نیز می‌پذیرد.

### توسعه نرم‌افزار
مقاله اصلی: تست نرم‌افزار
تضمین کیفیت نرم‌افزار به نظارت بر فرآیندهای مهندسی نرم‌افزار و روش‌های استفاده شده برای اطمینان از کیفیت اشاره دارد. روش‌های مختلفی برای این کار به کار می‌رود، مانند اطمینان از مطابقت با یک یا چند استاندارد، مانند ISO 9000 یا مدلی مانند CMMI. علاوه بر این، از نرم‌افزار مدیریت کیفیت شرکت برای تصحیح موضوعاتی مانند تفکیک زنجیره تأمین و اطمینان از انطباق نظارتی استفاده می‌شود که اینها برای تولیدکنندگان تجهیزات پزشکی بسیار حیاتی هستند.

### با استفاده از پیمانکاران یا مشاوران
گاهی اوقات مشاوران و پیمانکاران از QA هنگام معرفی شیوه‌ها و روش‌های جدید کیفیت، بخصوص در مواردی که مهارت‌ها و تخصص‌های مربوطه و منابع مربوط به سازمان در دسترس نباشد کمک می‌گیرند ولی اغلب از سیستم‌های مدیریت کیفیت (QMS)، نوشتن اسناد حسابرسی و رویه ای به روش CMMI , Six Sigma، تجزیه و تحلیل سیستم‌های اندازه‌گیری (MSA)، استقرار عملکرد کیفیت (QFD)، عدم موفقیت و تحلیل اثرات (FMEA) و برنامه‌ریزی کیفیت محصول پیشرفته (APQP) استفاده می‌کنند.

## تفاوت تضمین کیفیت و کنترل کیفیت
کنترل کیفیت غالباً شامل فعالیت‌های عمومی می‌شود که اطلاعات بدست آمده و محاسبه شده در مورد نتیجه فرایند را بدقت بررسی می‌کند و از روش‌های استاندارد مورد تأیید برای نشر محاسبات و اندازه‌گیری‌ها، تخمین و آرشیو اطلاعات و گزارش استفاده می‌کند. در حالی که تضمین کیفیت(QA) یک سیستم بازبینی بیرونی و یک سری رویه‌های ممیزی است که توسط افراد خارج از فرایند صورت می‌پذیرد. در بسیاری از اوقات QA فقط در مورد محصول نهایی و پایان فرایند بکار می‌رود، اما یک برنامه تضمین کیفیت مؤثر و کارا باید تمام مراحل اعم از برنامه‌ریزی، طراحی، تولید و گام‌های کنترل کیفیت(QC) را مورد ارزیابی قرار دهد.